# Claudia Gordillo
Claudia Gordillo Castellón (Managua, 1954, Nicaragua) es una fotógrafa documentalista y reportera gráfica nicaragüense. Reconocida por su labor de documentación etnográfica y como reportera de guerra en el conflicto armado nicaragüense de los años 80 entre el Gobierno Sandinista y el ejército Contrarrevolucionario o “La Contra”. Ha trabajado en la curaduría, conservación y archivo fotográfico de la colección del Instituto de Historia de Nicaragua y Centroamérica. Orden de la Independencia Cultural Rubén Darío, otorgada por el Gobierno de Nicaragua en 2008 . 

## Biografía
En 1977, a los 23 años salió de Nicaragua para estudiar en Europa y en Italia estudió cursos sobre fotografía por dos años en el Instituto Europeo di Design. Regresó a Nicaragua en 1979 tras el triunfo de la Revolución Sandinista. Su primer proyecto al regresar a Nicaragua fue una serie sobre las ruinas de la Antigua Catedral de Managua; edificio histórico que sufrió daños estructurales durante el terremoto de 1972 y luego sirvió de escenario para la entrada de las tropas sandinistas a Managua el 20 de julio de 1979. La exposición recibió críticas de parte de integrantes de la Dirección Nacionall por considerar que todas las expresiones de arte nicaragüense debían servir los propósitos de la Revolución.
En la década de los 80 trabajó como fotoreportera del periódico Barricada, un medio de comunicación oficialista del Frente Sandinista de Liberación Nacional. En este período da cobertura al conflicto armado entre el gobierno y el ejército contrarrevolucionario, registrando el desplazamiento de las comunidades y la recuperación de territorios; además de eventos históricos como la visita del Papa Juan Pablo II a Nicaragua en 1983 y las elecciones presidenciales de 1990. 
A inicios de los 90 retoma sus estudios en Italia, enfocándose en historia del arte, fotografía e imágenes en movimiento. Atiende a la Scuola Dante Alighieri entre 1992 a 1995 y la Scuola Maldor de Roma entre 1994 y 1995. En este período, en 1994, recibió el premio de la Beca John Simon Guggenheim: desarrolla el proyecto etnográfico Memoria Oculta del Mestizaje, una serie que documenta la persistencia indígena en las manifestaciones religiosas del catolicismo en la Meseta de los Pueblos en el Pacífico de Nicaragua.
De regreso a Nicaragua comienza a trabajar en el Centro de Investigación y Documentación de la Costa Atlántica (CIDCA). y en el año 2000 obtiene la Licenciatura en Ciencias de la Cultura por la Universidad Centroamericana Ese mismo año presenta "Estampas del Caribe Nicaragüense", una serie en colaboración con la cineasta María José Álvarez.  La muestra itinerante que inició recorrido en Nicaragua, y fue presentada en Guatemala, Chiapas para terminar en España por diversas ciudades hasta el 2002. Esta muestra se volvió a presentar en el Museo Histórico del Sur de la Florida y en el Centro Cultural de España de Antigua Guatemala, en 2010.
En 2023, Claudia Gordillo entregó al Museo de la Palabra y la Imagen (MUPI) de El Salvador, la colección de imágenes “Estampas del Caribe”; para ser exhibida en este país y formar parte de la fototeca para la preservación de la memoria gráfica centroamericana.

## Reconocimientos
- Orden de la Independencia Cultural Rubén Darío, en el 2008
- Mención de Honor en la III Bienal de Artes Visuales Nicaragüenses, Fundación Ortiz-Gurdián, 2001
- Premio Anual de Fotografía en la John Simon Guggenheim Memorial Foundation, 1994
- Primer Premio Nacional de Fotografía, 1983 y 1991